# 查干哈达苏木 (达尔罕茂明安联合旗)
查干哈达苏木是中华人民共和国内蒙古自治区包头市达尔罕茂明安联合旗下辖的一个苏木。
2012年1月20日，内蒙古自治区人民政府批复同意分别从达尔罕苏木、满都拉镇划出部分区域，设置查干哈达苏木，辖哈达哈少、那仁宝力格、巴音赛汉、腾格淖尔4个嘎查，驻哈达哈少。

## 行政区划
查干哈达苏木下辖以下村级行政区划单位：
腾格淖尔嘎查、巴音赛汉嘎查、哈达哈少嘎查和那仁宝力格嘎查。